# 6-я флотилия эскадренных миноносцев кригсмарине
6-я флотилия эскадренных миноносцев кригсмарине (нем. 6. Zerstörer-Flottille) — подразделение военно-морского флота нацистской Германии, одна из 7 флотилий эскадренных миноносцев ВМФ Германии периода Второй мировой войны.

## История
Флотилия была сформирована 14 мая 1940 года из уцелевших кораблей 2-й, 3-й и 4-й флотилий эскадренных миноноосцев и существовала до конца войны. Командиром флотилии был назначен капитан-цур-зее Эрих Бей.
Флотилия действовала в Норвегии в 1942—1944 гг., на Балтийском море в 1944—1945 гг. и была расформирована 10 мая 1945 года. Фактический состав флотилий зачастую менялся, штабу флотилии могли подчиняться эсминцы других соединений, участвующие в общей операции или сосредоточенные на одном театре военных действий.

## Состав
В состав 6-й флотилии в 1940—1945 гг. в разное время входило 7 эсминцев типов 1934, 1934A, 1936B, в том числе «Ганс Лоди» (Z-10), «Пауль Якоби» (Z-5), «Теодор Ридель» (Z-6), «Герман Шёман» (Z-7), Z-35, Z-36, Z-43.

## Командиры
| Время                            | Командующий флотилией                   |
| -------------------------------- | --------------------------------------- |
| 14 мая 1940 — 14 ноября 1940     | капитан-цур-зее Эрих Бей;               |
| 14 ноября 1940 — 12 апреля 1943  | капитан-цур-зее Альфред Шульце-Хинрихс; |
| 14 апреля 1943 — 12 декабря 1944 | капитан-цур-зее Фридрих Коте;           |
| 13 декабря 1944 — 7 февраля 1945 | капитан-цур-зее Артур Веннигер;         |
| 8 февраля 1945 — 20 мая 1945     | капитан-цур-зее Гейнц Петерс;           |